# Marco Herszel

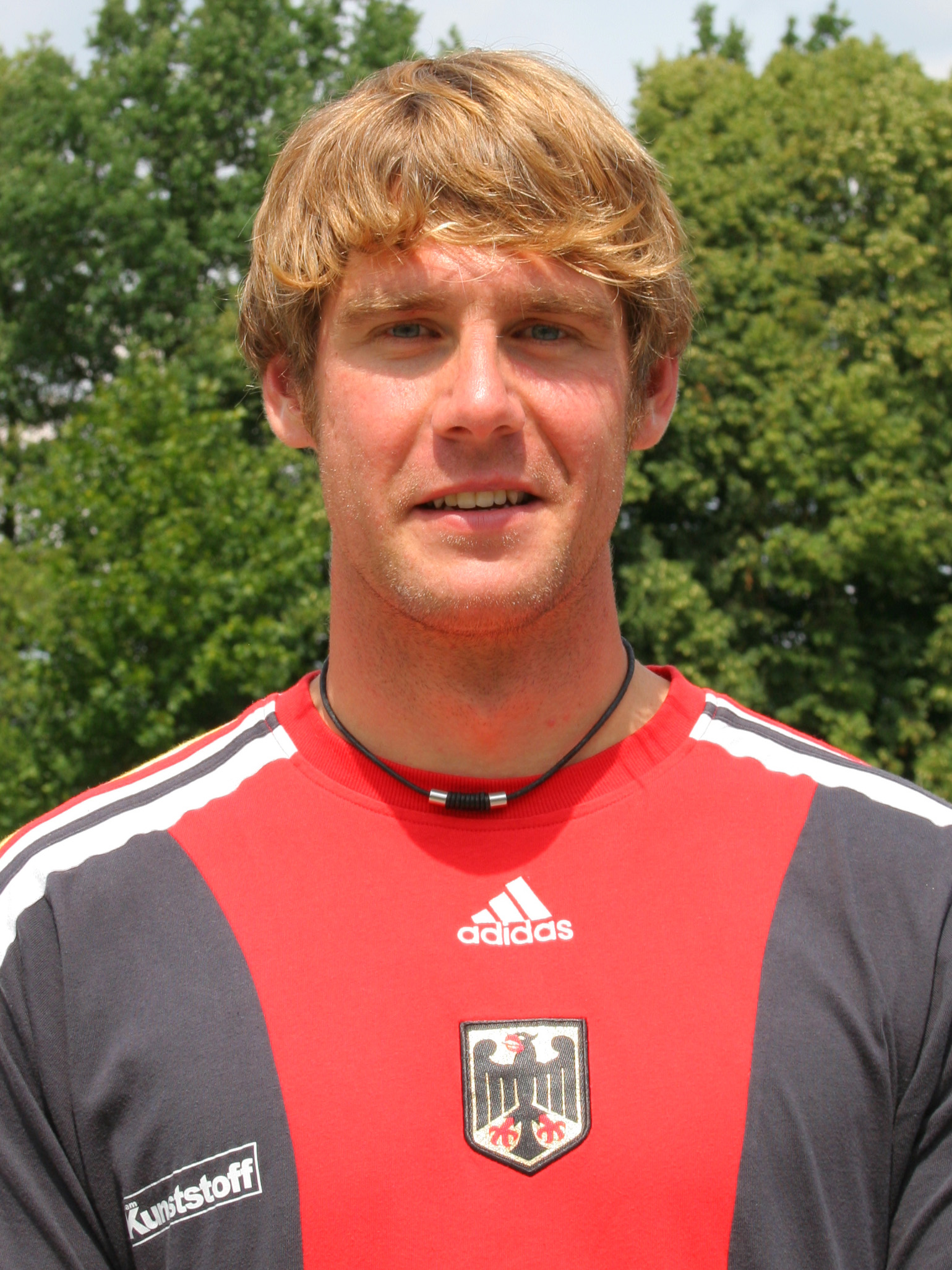
Marco Herszel

Marco Herszel (* 2. Juni 1979 in Schönebeck) ist ein ehemaliger deutscher Kanute.
Der Kanurennsportler des SC Magdeburg wurde bei den Kanurennsport-Weltmeisterschaften 2005 mit Andreas Ihle Silbermedaillengewinner im Zweier-Kajak über 1000 m. 2007 wurde bei den Kanurennsport-Weltmeisterschaften 2007 in Duisburg zusammen mit Lutz Altepost, Norman Bröckl und Björn Goldschmidt Weltmeister im Vierer-Kajak über 1000 m. Im Jahr 2008 konnte er sich nicht für die Olympischen Sommerspiele in Peking qualifizieren und beendete infolgedessen seine aktive Leistungssportkarriere. Bis zu diesem Zeitpunkt war er elfmal Deutscher Meister geworden.
Herszel war Sportsoldat bei der Sportfördergruppe der Bundeswehr in Potsdam. Er lebt in Magdeburg.